# Будрі
Будрі (фр. Boudry) — місто в Швейцарії в кантоні Невшатель.

## Географія
Місто розташоване на відстані близько 50 км на захід від Берна, 9 км на південний захід від Невшателя.
Будрі має площу 16,8 км², з яких на 11,8 % дозволяється будівництво (житлове та будівництво доріг), 23 % використовуються в сільськогосподарських цілях, 63,8 % зайнято лісами, 1,4 % не є продуктивними (річки, льодовики або гори).

## Історія

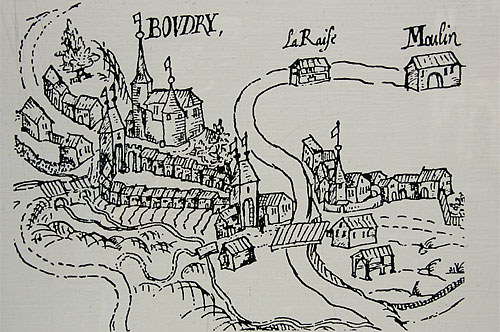
План Будрі

Перша згадка про Будрі як Baudri датується 1278 роком.
Навколо Будрі розташовано багато доісторичних поселень. До них відносяться неолітичні будинки на палях на березі озера Невшатель, печери Абрі-Бом-дю-Фур (зайняті від неоліту до періоду Ла-Тена), кургани періоду Гальштату у Валлон-де-Верс та два кельтські села в Ле-Бухіль. Є ряд артефактів римської епохи та бургундський цвинтар у Бель-Ейр біля річки Арез.

## Демографія
2019 року в місті мешкало 6237 осіб (+25,1 % порівняно з 2010 роком), іноземців було 28,7 %. Густота населення становила 372 осіб/км².
За віковим діапазоном населення розподілялося таким чином: 23,4 % — особи молодші 20 років, 59,7 % — особи у віці 20—64 років, 16,9 % — особи у віці 65 років та старші. Було 2733 помешкань (у середньому 2,2 особи в помешканні).
Із загальної кількості 3746 працюючих 63 було зайнятих в первинному секторі, 1308 — в обробній промисловості, 2375 — в галузі послуг.

## Транспорт
У Будрі знаходиться залізнична станція, з якої за 10 хв можна доїхати регіональним потягом до Невшателя.
У місті існує автобусне сполучення, діє трамвайна лінія на маршруті Place Pury (Невшатель) — Будрі (Невшательський трамвай). Довжина цього маршруту становить 8,9 км. Весь маршрут — одноколійний.

## Соціальна інфраструктура
У місті функціонують торгові центри Лідл, Денвер, Мігрос, аптеки, кафе і ресторани, отелі.
На околиці Будрі знаходиться пункт прийому осіб, що потребують притулку.

## Відомі люди
В місті народились:
- Жан-Поль Марат — французький лікар, публіцист, революціонер під час Великої французької революції, голова Якобінського клубу.

## Галерея

Вигляд з висоти (1962)
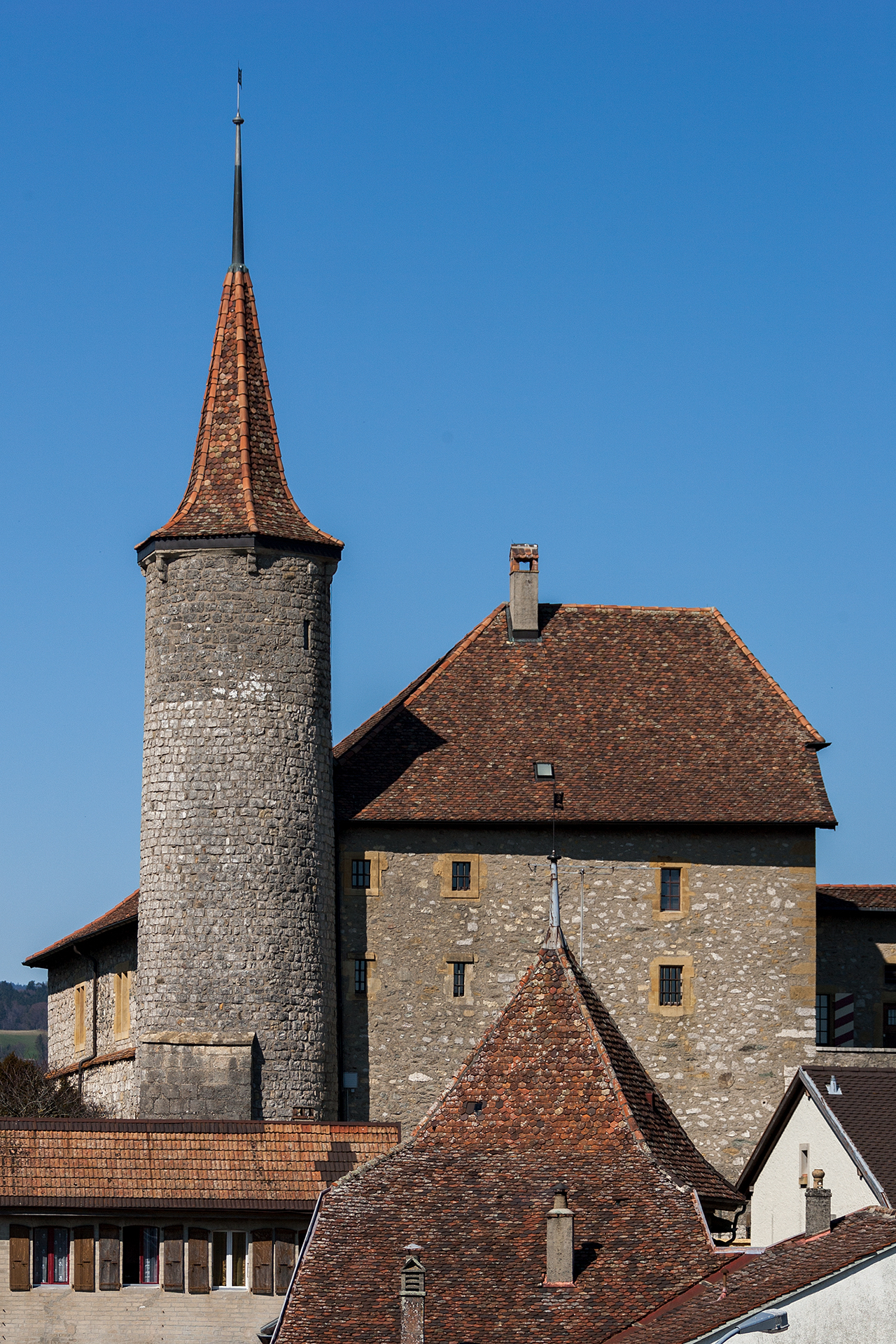
Фортеця Будрі
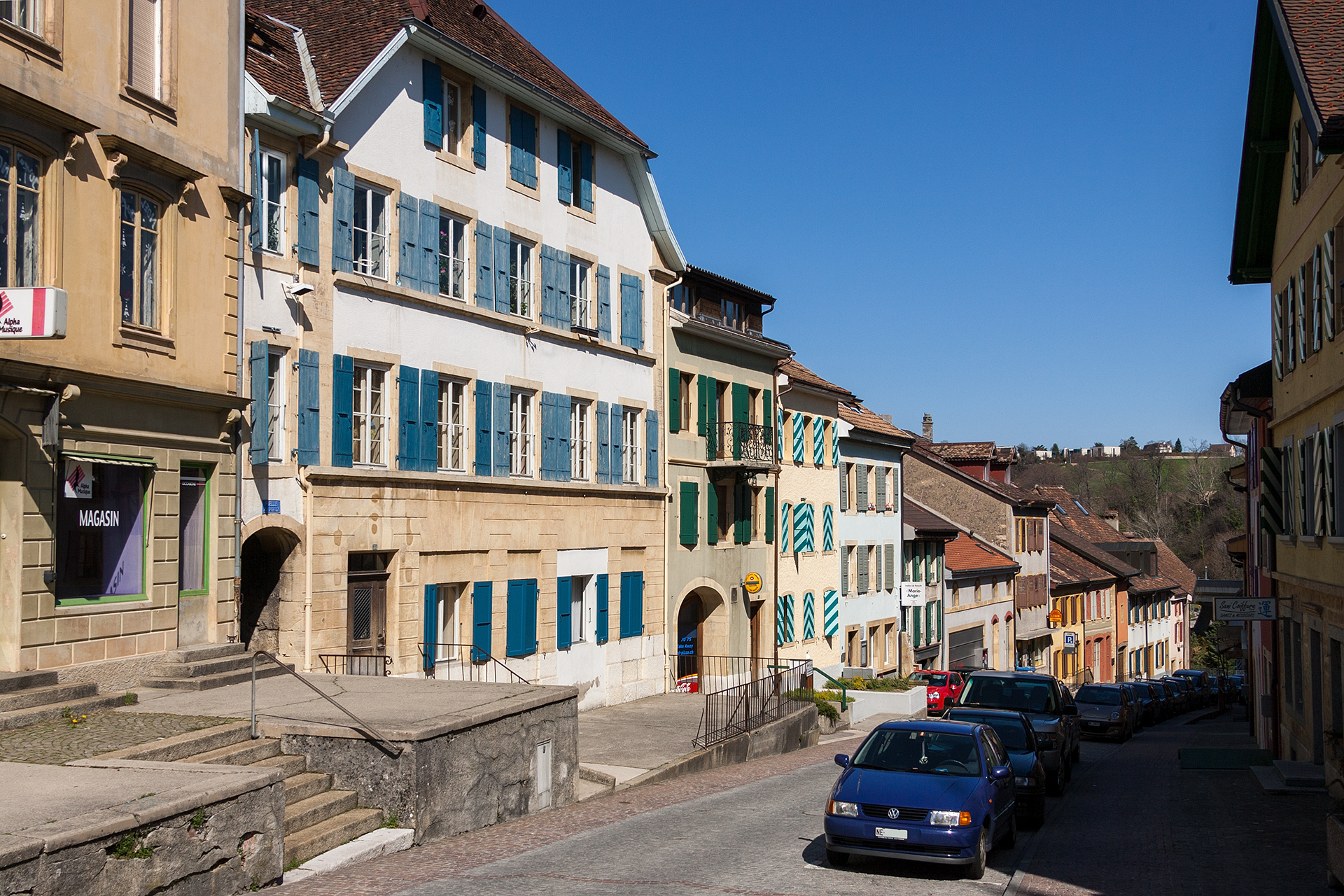
Вулиця Луїзи Фавр
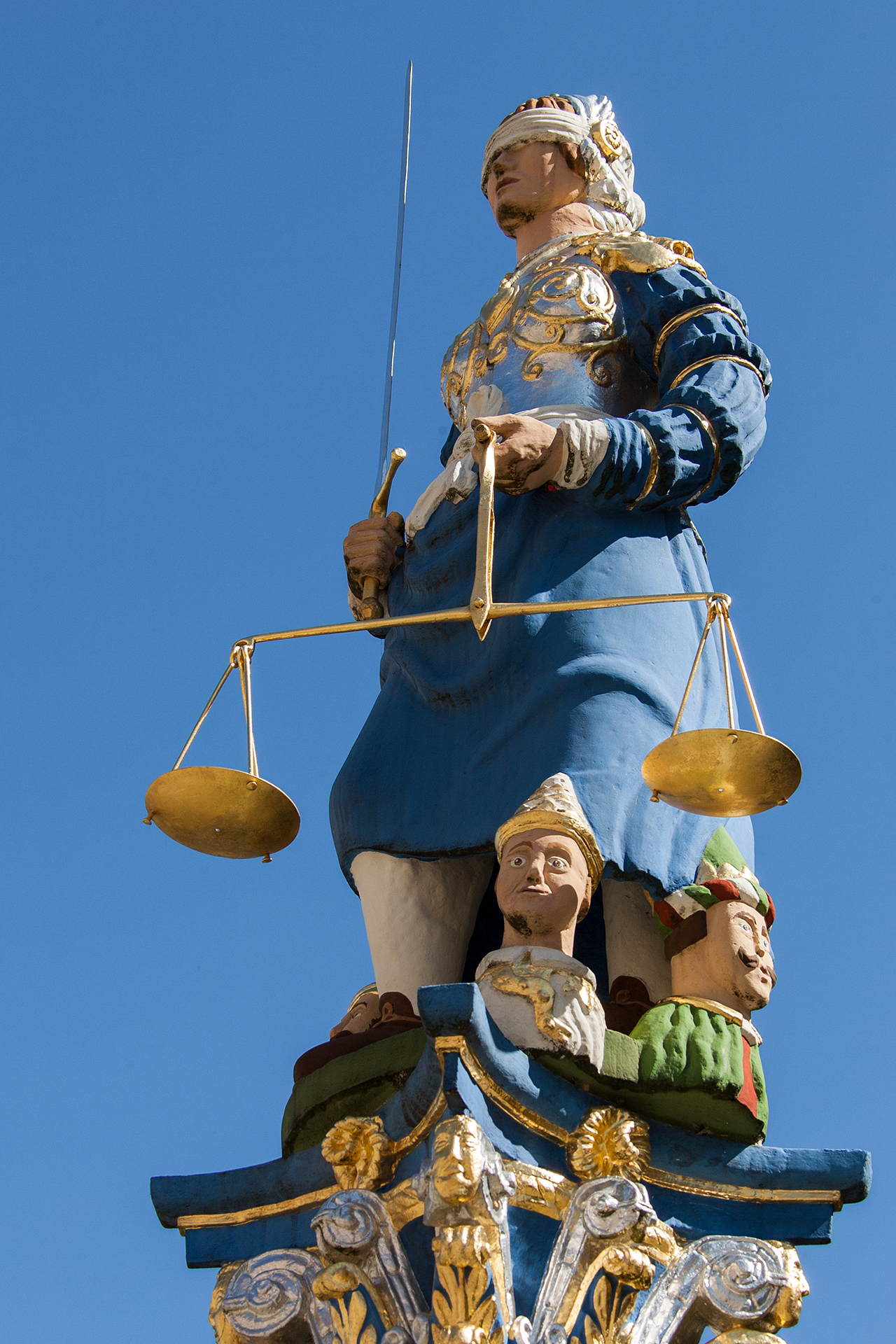
Фонтан юстиції
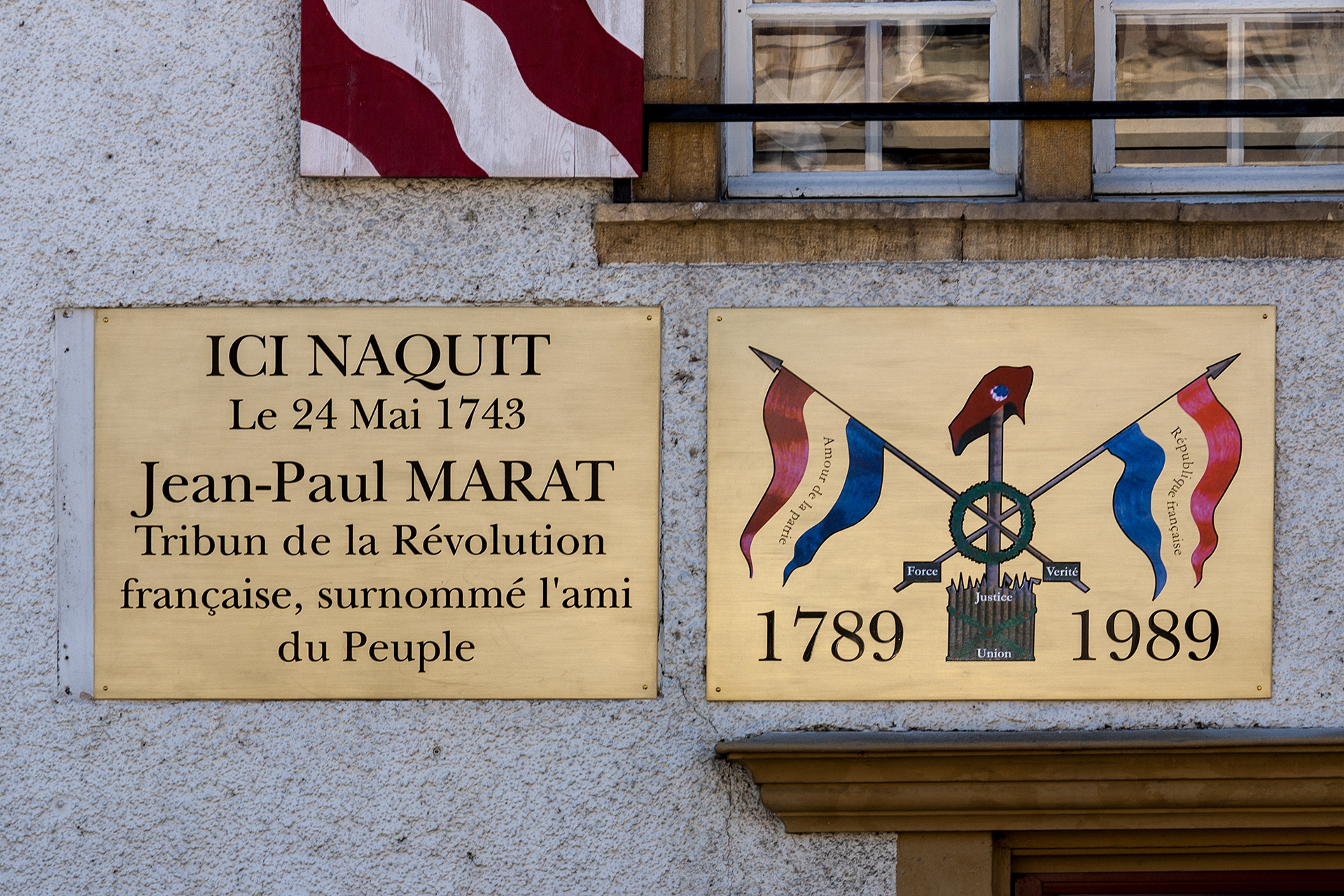
Пам'ятна дошка на честь Марата
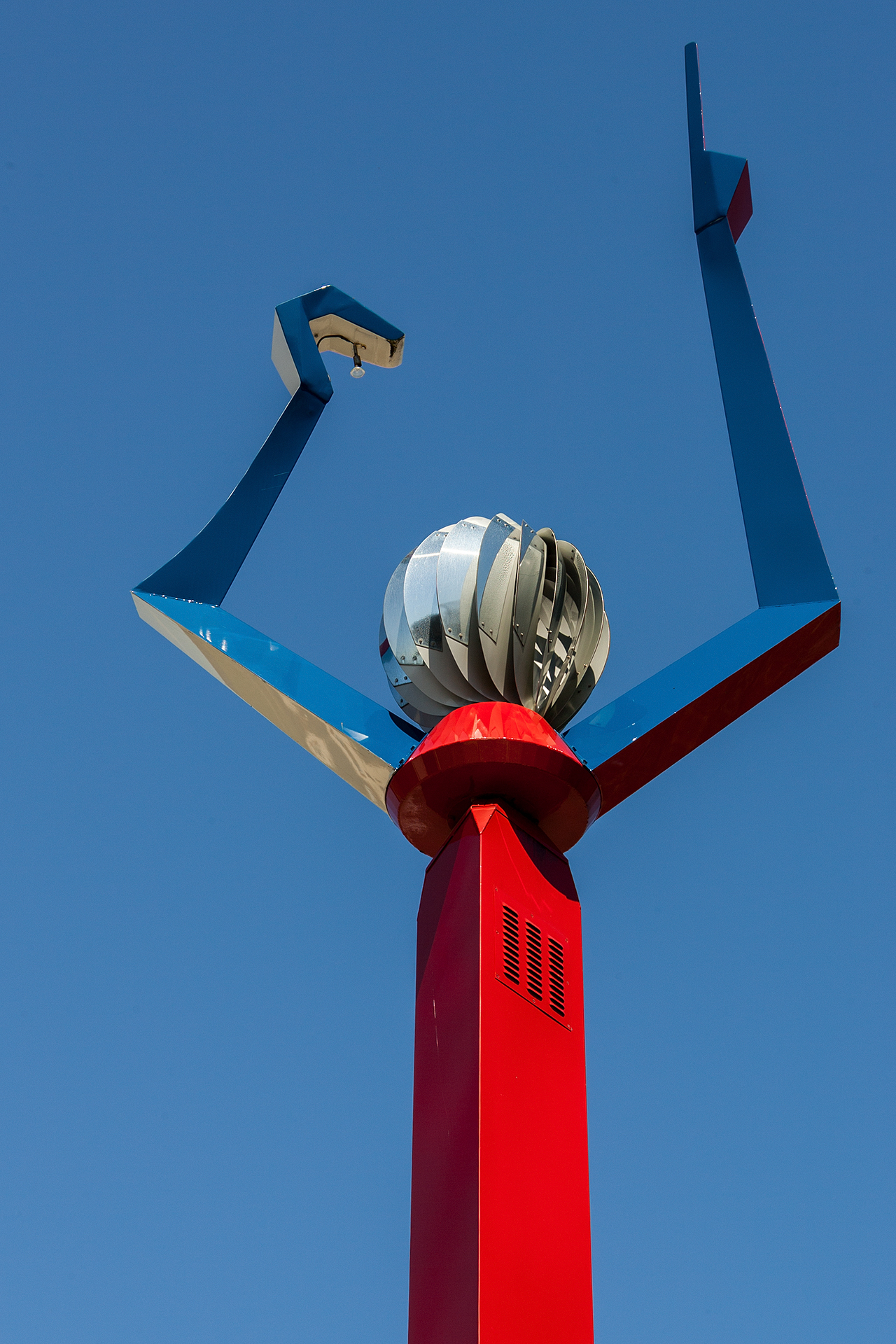
Обеліск Марата
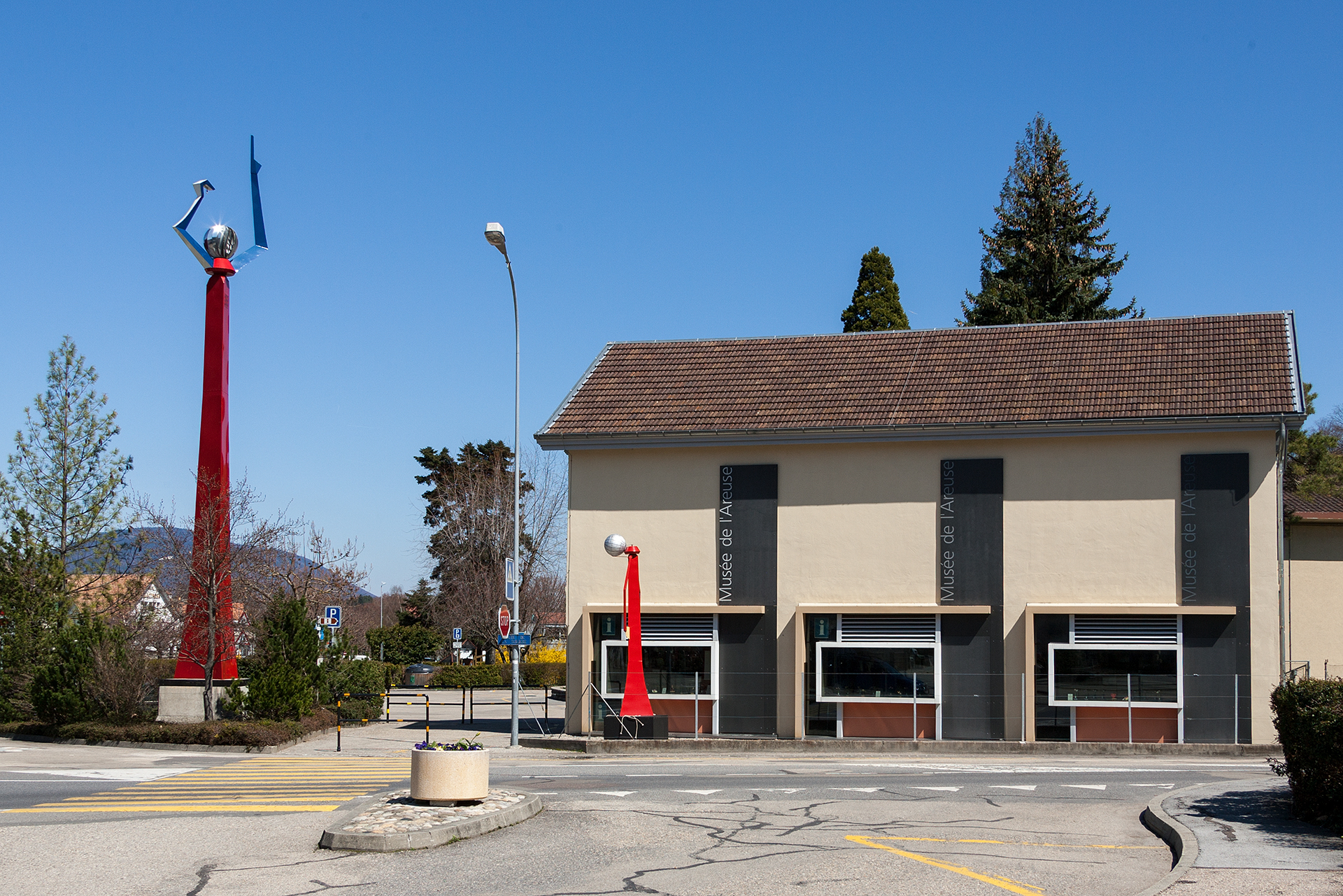
Музей річки Арез
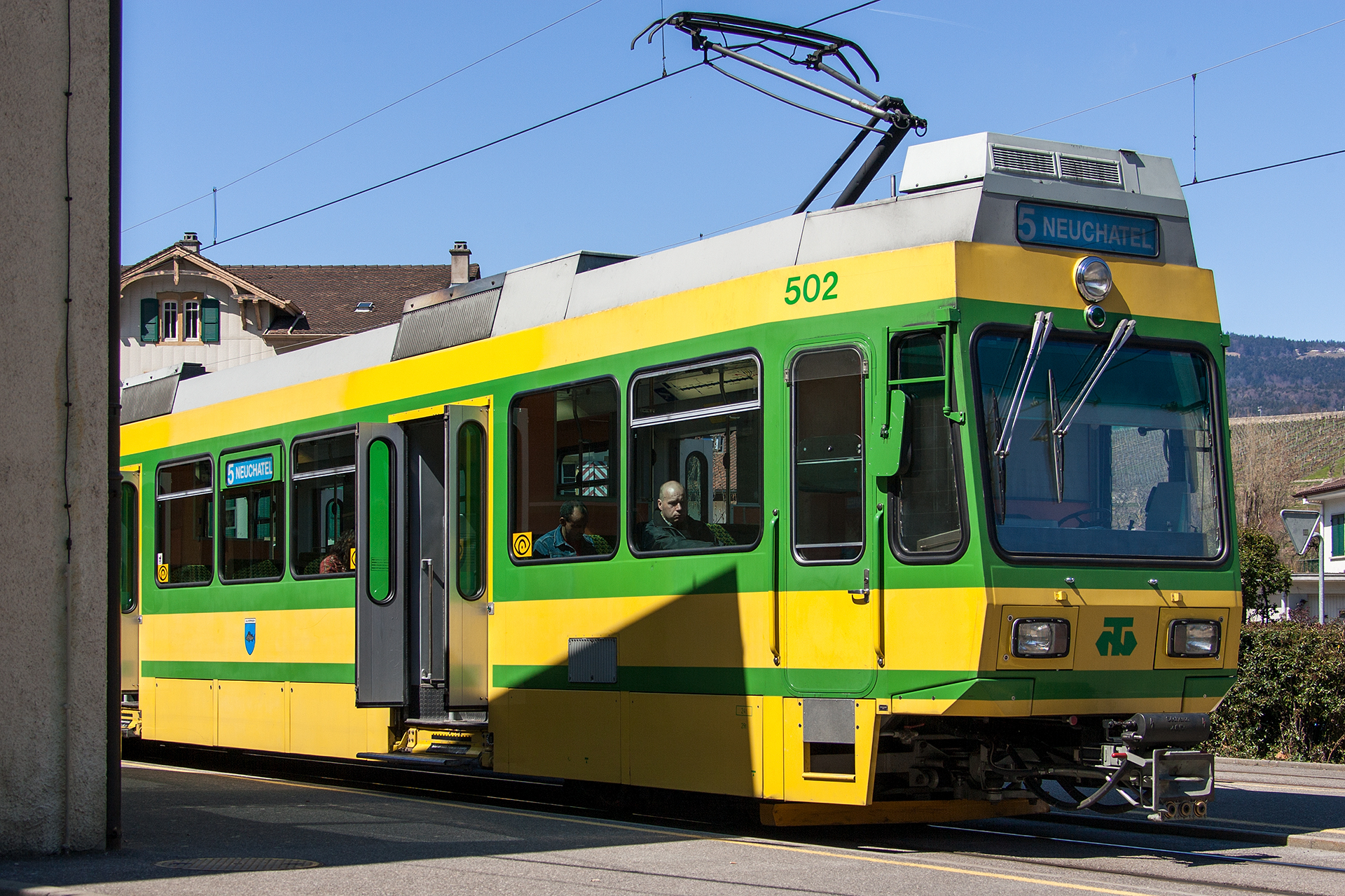
Трамвай до Невшателя
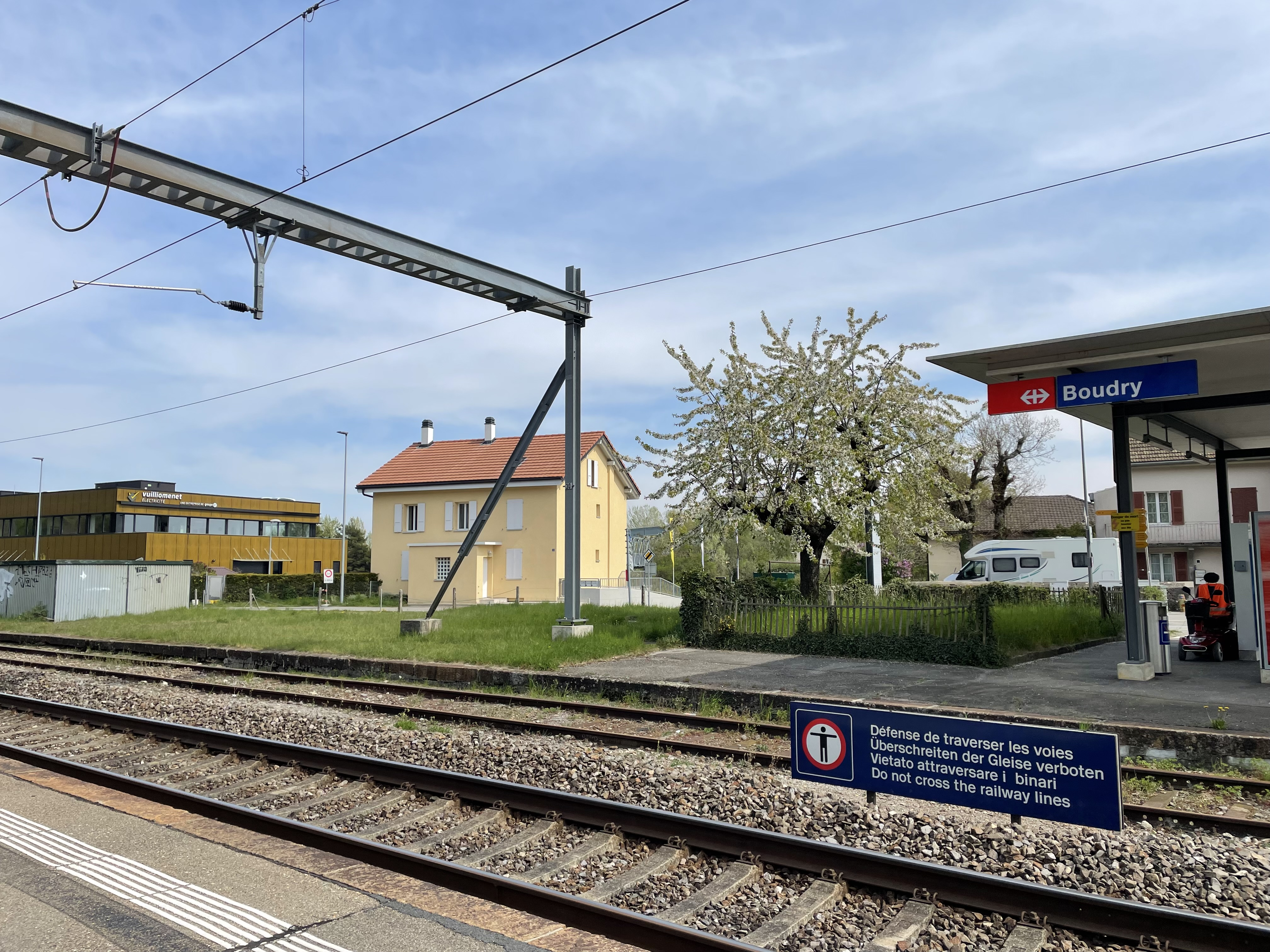
Залізнична станція Будрі